# Judo tại Đại hội Thể thao Đông Nam Á 2009
Judo tại Đại hội Thể thao Đông Nam Á năm 2009 được tổ chức từ ngày 15 đến ngày 17 tháng 12 năm 2009 tại Chao Anouvong Gymnasium, thành phố Viêng Chăn, Cộng hòa Dân chủ Nhân dân Lào. Có tổng cộng 18 nội dung nằm trong chương trình thi đấu môn Judo, trong đó 9 nội dung của nam và 9 nội dung của nữ. Đoàn thể thao Việt Nam lần đầu dẫn đầu môn Judo với 7 tấm huy chương vàng. 

## Bảng huy chương
| Hạng               | Đoàn               | Vàng | Bạc | Đồng | Tổng số |
| ------------------ | ------------------ | ---- | --- | ---- | ------- |
| 1                  | Việt Nam           | 7    | 1   | 5    | 13      |
| 2                  | Thái Lan           | 4    | 6   | 4    | 14      |
| 3                  | Lào                | 2    | 5   | 4    | 11      |
| 4                  | Myanmar            | 2    | 2   | 5    | 9       |
| 5                  | Philippines        | 2    | 1   | 4    | 7       |
| 6                  | Indonesia          | 1    | 1   | 6    | 8       |
| 7                  | Malaysia           | 0    | 1   | 3    | 4       |
| 8                  | Singapore          | 0    | 1   | 2    | 3       |
| Tổng số (8 đơn vị) | Tổng số (8 đơn vị) | 18   | 18  | 33   | 69      |

## Tóm tắt kết quả

### Nam
| Nội dung     | Vàng                                                | Bạc                                                       | Đồng                                                  |
| ------------ | --------------------------------------------------- | --------------------------------------------------------- | ----------------------------------------------------- |
| Nage no kata | Việt Nam (VIE) · Nguyễn Thanh Tài · Nguyễn Ngọc Sơn | Thái Lan (THA) · Pongthep Tumrongluk · Sangob Sasipongpan | Lào (LAO) · Chansy Viengvilay · Syvanevilay Chindavon |
| 50–55kg      | Huỳnh Nhất Thống · Việt Nam                         | Chittakone Sivanvilay · Lào                               | Toni Irawan · Indonesia                               |
| 50–55kg      | Huỳnh Nhất Thống · Việt Nam                         | Chittakone Sivanvilay · Lào                               | Kap Cin Pau · Myanmar                                 |
| 55–60kg      | Hein Lat Zaw · Myanmar                              | Supapon Patomkulniti · Thái Lan                           | Chindavone · Lào                                      |
| 55–60kg      | Hein Lat Zaw · Myanmar                              | Supapon Patomkulniti · Thái Lan                           | Hồ Ngân Giang · Việt Nam                              |
| 60–66kg      | Nguyễn Quốc Hùng · Việt Nam                         | Saw Maing San · Myanmar                                   | Peter Taslim · Indonesia                              |
| 60–66kg      | Nguyễn Quốc Hùng · Việt Nam                         | Saw Maing San · Myanmar                                   | Amornthep Namwiset · Thái Lan                         |
| 66–73kg      | Archilleus Ralli · Thái Lan                         | Abdullah Marjan · Malaysia                                | Jimmy Anggoro · Indonesia                             |
| 66–73kg      | Archilleus Ralli · Thái Lan                         | Abdullah Marjan · Malaysia                                | Gilbert Ramirez · Philippines                         |
| 73–81kg      | John Baylon · Philippines                           | Watcharin Jampawong · Thái Lan                            | Aung Moe · Myanmar                                    |
| 73–81kg      | John Baylon · Philippines                           | Watcharin Jampawong · Thái Lan                            | Chong Wai Keat · Malaysia                             |
| 81–90kg      | Zin Linn Aung · Myanmar                             | Phensy Phonepaseud · Lào                                  | Rick Senales · Philippines                            |
| 81–90kg      | Zin Linn Aung · Myanmar                             | Phensy Phonepaseud · Lào                                  | Wuttikrai Srisoprap · Thái Lan                        |
| 90–100kg     | Krisna Bayu · Indonesia                             | Wee Pui Seng · Singapore                                  | Đặng Hào · Việt Nam                                   |
| 90–100kg     | Krisna Bayu · Indonesia                             | Wee Pui Seng · Singapore                                  | Manivong Sengsouly · Lào                              |
| 100–120kg    | Khemkham Kommanivong · Lào                          | Tharalat Sutthiphun · Thái Lan                            | Lý Huỳnh Long · Việt Nam                              |

### Nữ
| Nội dung    | Vàng                                                              | Bạc                                                | Đồng                                         |
| ----------- | ----------------------------------------------------------------- | -------------------------------------------------- | -------------------------------------------- |
| Jyu no kata | Thái Lan (THA) · Chuthathip Bampenboon · Pitima Thaweerattanasinp | Việt Nam (VIE) · Nguyễn Lan Linh · Lê Ngọc Vân Anh | Singapore (SIN) · Cai Ren Jun · Ngo Yee Ling |
| 40–45kg     | Nancy Quillotes · Philippines                                     | Wanwisa Muenjit · Thái Lan                         | Mayouly Phanouvong · Lào                     |
| 40–45kg     | Nancy Quillotes · Philippines                                     | Wanwisa Muenjit · Thái Lan                         | Selwee · Myanmar                             |
| 45–48kg     | Văn Ngọc Tú · Việt Nam                                            | Phetnida Syamphoen · Lào                           | Noor Maizura Zainon · Malaysia               |
| 45–48kg     | Văn Ngọc Tú · Việt Nam                                            | Phetnida Syamphoen · Lào                           | Helen Dawa · Philippines                     |
| 48–52kg     | Sayarath Phonenaly · Lào                                          | Sureerat Sadmaroeng · Thái Lan                     | Yuliati · Indonesia                          |
| 48–52kg     | Sayarath Phonenaly · Lào                                          | Sureerat Sadmaroeng · Thái Lan                     | Đặng Lê Bích Vân · Việt Nam                  |
| 52–57kg     | Nguyễn Thị Kiều · Việt Nam                                        | Chipchinda Bonhphaaksone · Lào                     | Om Pongchaliew · Thái Lan                    |
| 52–57kg     | Nguyễn Thị Kiều · Việt Nam                                        | Chipchinda Bonhphaaksone · Lào                     | Ang Xuan Yi · Singapore                      |
| 57–63kg     | Bùi Thị Hoa · Việt Nam                                            | Anggraeni Teni · Indonesia                         | Aye Aye Aung · Myanmar                       |
| 57–63kg     | Bùi Thị Hoa · Việt Nam                                            | Anggraeni Teni · Indonesia                         | Nik Norbaizura · Malaysia                    |
| 63–70kg     | Surattana Thongsri · Thái Lan                                     | Thandar Win · Myanmar                              | Indah Setiawati · Indonesia                  |
| 63–70kg     | Surattana Thongsri · Thái Lan                                     | Thandar Win · Myanmar                              | Karen Ann Solomon · Philippines              |
| 70–78kg     | Nguyễn Thị Như · Việt Nam                                         | Ruth Dugaduga · Philippines                        | Patcharee Pichaipat · Thái Lan               |
| 70–78kg     | Nguyễn Thị Như · Việt Nam                                         | Ruth Dugaduga · Philippines                        | Disiyana · Indonesia                         |
| >78kg       | Thonthan Bunduang · Thái Lan                                      | Phommavihane Sipaphay · Lào                        | Nguyễn Thị Thu Loan · Việt Nam               |
| >78kg       | Thonthan Bunduang · Thái Lan                                      | Phommavihane Sipaphay · Lào                        | Khin Myo Thu · Myanmar                       |